# Sternidius batesi
Sternidius batesi är en skalbaggsart som först beskrevs av Charles Joseph Gahan 1892.  Sternidius batesi ingår i släktet Sternidius och familjen långhorningar. Inga underarter finns listade i Catalogue of Life.